# 江戸川ケーブルテレビ

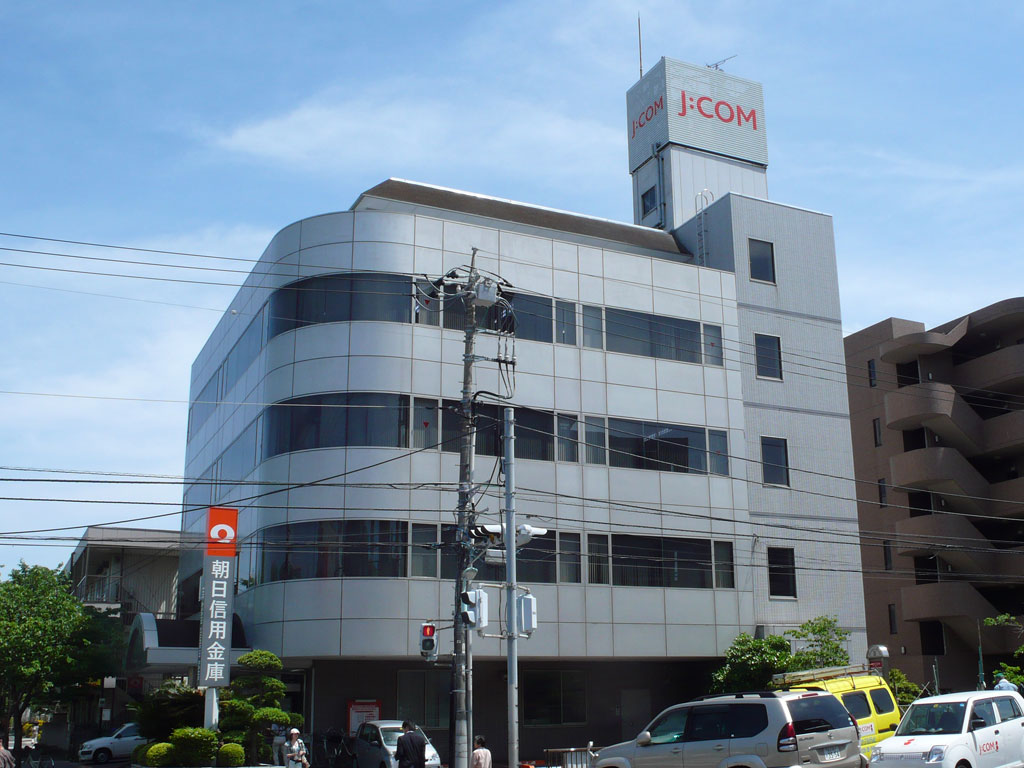
江戸川ケーブルテレビ（本社・局舎）

江戸川ケーブルテレビ株式会社（えどがわケーブルテレビ）は、かつて東京都江戸川区に存在した、放送法に基づいて有線テレビジョン放送（ケーブルテレビ局）を運営し、放送（テレビ・ラジオ）、通信（インターネット、IP電話）を業務する、ジュピターテレコム(J:COM)の連結子会社である。ブランド名は「J:COM 江戸川」。

## 概説
1991年の第1期開局以来、8期にわたり開局を行いエリアを拡大。現在は無電柱地域である小松川・清新町地区、および倉庫・公園地域である臨海町地区を除く、区内のほぼ全域でケーブルテレビ放送を行っている。
インターネット事業はアットネットホーム株式会社からサービス提供を受けており、「えどがわ@NetHome」のブランド名で運営されていた。
メディアッティ・コミュニケーションズ傘下に入って以降、ブランド名を「メディアッテイ江戸川」へ、サービス名を「えどがわメディアッティTV」、および「えどがわメディアッティNet」に移行された。
2009年4月1日にMSOであったメディアッティ・コミュニケーションズがジュピターテレコムに吸収合併されたため、「J:COM江戸川」にブランド名を変更した。サービス内容・利用料金が既存のJ:COM各局と異なるため、サービス名称として「メディアッティ」が残っている。
マスコットキャラクターは、うさぎのような謎のキャラクター「けーびっと」と「えーびっと」であったが、2009年3月末をもって引退が宣言された。

## 沿革
- 1989年
  - 5月12日
    - 江戸川区内の不動産会社大杉ハウスが中心となって設立。株主として区内の中小企業、江戸川区などが名を連ねた。
- 1991年
  - 12月1日
    - 第1期開局。
- 2000年
  - 4月1日
    - ケーブルテレビインターネットサービスを開始。（タイタス・コミュニケーションズのALLNETを利用）
- 2001年
  - 2月1日
    - タイタス・コミュニケーションのサービス供給終了に伴い、アットネットホームにプロバイダ変更。
- 2004年
  - 7月1日
    - MSOであるメディアッティ・コミュニケーションズが株式の92.3%を取得し、系列下に入った。
- 2005年
  - 2月1日
    - 地上波デジタル放送、BSデジタル放送の再送信を開始。

  - 5月25日
    - 本社機能移転

  - 11月1日
    - 船堀制作室がタワーホール船堀3階から、本社ビル5階に移転
- 2006年
  - 4月1日
    - 未開局であった西小岩地区に進出。放送開始（第7期一部開局）。

  - 9月1日
    - 局愛称として「メディアッティ江戸川」を採用。
- 2007年
  - 2月
    - 電波障害地域である鹿骨地区に進出。
- 3月
  - 電波障害地域である大杉地区に進出（第7期開局）。
- 2009年
  - 4月1日
    - 局愛称が「J:COM 江戸川」となる。
- 2010年
  - 6月1日
    - 東京ケーブルビジョンから「ケーブルビジョン葛西」の事業譲渡を受ける。
- 2011年
  - 7月1日
    - ジェイコム関東（現在のジェイコムイースト）に吸収されて法人消滅。

## サービスエリア
- 東京都江戸川区全域（無電柱地区である小松川・清新町、倉庫・公園地区である臨海町を除く）

## 主な放送チャンネル

### テレビ
| アナログ | デジタル  | 放送局                         |
| -------- | --------- | ------------------------------ |
| 1        | TV011     | NHK総合                        |
| 3        | TV021     | NHK教育                        |
| 4        | TV041     | 日本テレビ                     |
| 10       | TV051     | テレビ朝日                     |
| 6        | TV061     | TBSテレビ                      |
| 12       | TV071     | テレビ東京                     |
| 8        | TV081     | フジテレビ                     |
| 11       | TV091     | TOKYO MX                       |
| 9        | TV111,701 | ジェイコムチャンネル           |
| 5        |           | チバテレビ                     |
| 13       |           | 放送大学学園                   |
| 5,61     | BS101     | NHKBS1                         |
| 11,62    | BS102     | NHKBS2                         |
|          | BS103     | NHKBShi                        |
|          | BS141     | BS日テレ                       |
|          | BS151     | BS朝日                         |
|          | BS161     | BS-TBS                         |
|          | BS171     | BSジャパン                     |
|          | BS181     | BSフジ                         |
| 56       | BS191     | WOWOW                          |
|          | BS200     | スター・チャンネルハイビジョン |
|          | BS211     | BS11                           |
|          | BS222     | Twellv                         |

### ラジオ
| MHz  | 放送局           | 備考 |
| ---- | ---------------- | ---- |
| 77.6 | FMえどがわ       |      |
| 78.4 | Fm yokohama      |      |
| 79.0 | NHK東京FM        |      |
| 81.5 | bayfm            |      |
| 82.1 | NACK5            |      |
| 83.0 | TOKYO FM         |      |
| 83.7 | J-WAVE           |      |
| 85.7 | 放送大学FMラジオ |      |

## コミュニティチャンネル
- 愛称：「J:COMチャンネル」
  - 2007年5月に「えどがわ区民チャンネル」より「メディアッティ・チャンネル」へ変更後、ブランド名の再変更に伴って、2009年4月に現愛称に変更された。2010年4月より、他の都内J:COM局とコミュニティチャンネル放送枠が統合され、現在は「ホームタウン江戸川」を除いて自主番組は制作していない。

### 自主制作番組
- ホームタウン江戸川